# 무라이 신지
무라이 신지(일본어: 村井 慎二, 1979년 12월 1일 ~ )는 일본의 전 축구 선수이다.

## 구단 경력
1998년 J1리그의 제프 유나이티드 이치하라(제프 유나이티드 지바)에 입단했다. 2004년까지 116경기에 출전하여, 7득점을 넣었다. 2005년 주빌로 이와타로 이적했다. 2010년 제프 유나이티드 지바로 복귀했다. 2012년부터 2013년까지 오이타 트리니타에서 뛰었다.

## 국가대표팀 경력
그는 2005년 동아시아 축구 선수권 대회에 참가할 일본 국가대표팀에 발탁되었으며, 8월 3일 중국와의 경기에서 데뷔했다. 그는 2006년까지 국제 A매치 통산 5경기에 출전했다.

## 통계
| 일본 | 일본 | 일본 |
| 연도 | 출전 | 득점 |
| ---- | ---- | ---- |
| 2005 | 3    | 0    |
| 2006 | 2    | 0    |
| 통산 | 5    | 0    |